# Francisco de Orellana
Francisco de Orellana (ur. 1511 w Trujillo, zm. w listopadzie 1546 w delcie Amazonki) – hiszpański odkrywca i konkwistador, gubernator Nowej Andaluzji. Pierwszy biały, który spłynął Amazonką do Oceanu Atlantyckiego.

## Wyprawy
Zdobywca Peru Francisco Pizarro mianował w roku 1539 swojego młodszego brata Gonzalo Pizarro gubernatorem prowincji Quito w Ameryce Południowej, aby zbadał leżące na wschodzie nieprzebyte puszcze, gdzie miało znajdować się legendarne El Dorado. W roku 1541 Gonzalo wyruszył na czele 200 Hiszpanów i 4000 indiańskich tragarzy na wyprawę, która miała zbadać czy na wschodzie istnieje kraina pełna złota. Jednym z oficerów był Francisco de Orellana. Gonzalo Pizarro jako pierwszy biały przekroczył Andy, wyruszając na wyprawę w głąb Amazonii. Wyprawa poruszała się wzdłuż rzeki Coca. Gdy po pewnym czasie wyczerpały się zapasy i wyprawa zaczęła głodować, zbudowano brygantynę i w okolicach rzeki Rio Napo wyprawa się podzieliła. Pizarro z częścią swych ludzi miał czekać, aż 49 Hiszpanów pod wodzą Orellany przywiezie jedzenie od Indian mających wioski w dole rzeki. Jednak nie doczekawszy się powrotu Orellany po 16 miesiącach wraz z 80 pozostałymi przy życiu ludźmi resztkami sił powrócił do Peru. Orellana dotarł do wiosek, o których słyszał od tragarzy wyprawy. Indianie przyjęli ich przyjaźnie i zaopatrzyli w zapasy żywności. Hiszpanie nie dali jednak rady płynąć pod prąd bystrej rzeki i Orellana postanowił płynąć wraz z prądem rzeki na wschód.
Przebieg tej wyprawy jest znany z kroniki, którą prowadził kapelan wyprawy, dominikanin Gaspar de Carvajal. Hiszpanie przy pomocy Indian zbudowali jeszcze drugą mniejszą brygantynę i, płynąc nimi, 12 lutego 1542 dopłynęli do ujścia Rio Napo do Amazonki. Hiszpanie mieli nadzieję odnaleźć królestwo El Dorado nad Czarną rzeką (Rio Negro) i zamieszkującym jej brzegi ludu Manoa, o którym mówili ich indiańscy przewodnicy. Nad Rio Negro Indianie Manoa przyjęli ich wrogo, tak że musieli uciekać mimo przewagi broni palnej. Nad rzeką Jamunda chcieli sprawdzić, czy opowieści o kobietach amazonkach żyjących bez mężczyzn są prawdziwe, jednak i tu zostali przyjęci wrogo. U ujścia rzeki Tapajos rzeka była tak szeroka i czuć było pływy morza, że Hiszpanom wydawało się, że lada dzień dopłyną do morza, ale do niego było jeszcze 1000 km. Do morza dotarli 26 sierpnia 1542 bez 8 towarzyszy, którzy zginęli w czasie drogi. Następnie po kilku tygodniach morzem dopłynęli do wysp na Morzu Karaibskim należących do Hiszpanii. Stamtąd Orellana udał się do Madrytu i przedstawił raport z podróży królowi. Uzyskał pozwolenie na nową wyprawę mającą zdobyć dla korony Amazonię i skarby El Dorado. Po trzech latach 3 statki Orellany wyruszyły nad Amazonkę. Przy ujściu wybudowali warownię, gdzie większość ludzi miała czekać na 2 statki z załogą składającą się ze 100 ludzi, którym przewodził Orellana. Jednak gdy po kilku miesiącach nikt nie wracał, odpłynęli do Hiszpanii. Początkowo Amazonka nazywała się Rio Orellana, później zaczęto używać dla niej nazwy legendarnego plemienia wojowniczych kobiet żyjących nad rzeką.
W Ekwadorze upamiętniono Orellanę nazywając jedną z prowincji Orellana, a jedno z miast Puerto Francisco de Orellana.

Mapa pierwszej wyprawy (1541-1542) (wersja interaktywna)